# Szén-szubszulfid
A szén-szubszulfid egy szervetlen kémiai vegyület, képlete C3S2. Ez a sötétvörös színű folyadék nem elegyedik vízzel, de szerves oldószerek jól oldják. Már szobahőmérsékleten polimerizálódik, és egy kemény, fekete, (C3S2)n képletű szilárd anyaggá alakul.

## Szintézise és szerkezete
A szén-szubszulfidot egy magyar tudós, Lengyel Béla fedezte fel, de ő még azt állította, hogy a vegyület szerkezete aszimmetrikus. Később, infravörös és Raman spektroszkópiával kimutatták, hogy a molekula igenis szimmetrikus, méghozzá D∞h csoportú szimmetriát tartalmaz, azaz a szerkezete S=C=C=C=S. Ez a vegyület a szén-szuboxidhoz hasonló, annak szerkezete O=C=C=C=O.
Lengyel először úgy szintetizálta az anyagot, hogy szén-diszulfid (CS2) gőzén elektromos ívet húzott keresztül, szén elektródokat használva. Így előállítva az anyag fekete oldatként jelent meg, ami szűrés és desztillálás után cseresznyepiros folyadékká változott. A moláris tömegét krioszkópiával határozta meg. A későbbi kísérletekben szén-diszulfid gőzt vezettek át kvarc csövön, így állítottak elő szén-szubszulfidot.

## Reakciói
Kevésbé ismert reakciója, hogy brómmal reagálva ciklikus diszulfid alakul ki.
A szén-szubszulfid polimerizálódik az alkalmazott nyomás alatt, és egy félvezető tulajdonságú fekete anyagot képez. Egy hasonló nyomás-indukálta polimerizációja során szintén egy fekete, félvezető polimer keletkezik.
Mikrohullámú spektroszkópiával különböző CnS2 képletű vegyületek keletkeznek, amiket a csillagközi anyagokban is kimutattak.

## Fordítás
Ez a szócikk részben vagy egészben  a   Carbon subsulfide című angol Wikipédia-szócikk ezen változatának fordításán alapul.  Az eredeti cikk szerkesztőit annak laptörténete sorolja fel. Ez a jelzés csupán a megfogalmazás eredetét és a szerzői jogokat jelzi, nem szolgál a cikkben szereplő információk forrásmegjelöléseként.